# Strada statale 69 (Polonia)
La strada statale 69 (sigla DK 69, in polacco droga krajowa 69) è una strada statale polacca che attraversa il Paese da Bielsko-Biała a Zwardoń.